# Leo Brauner
Leo Brauner (* 16. Mai 1898 in Wien; † 1. Januar 1974 in München) war ein österreichisch-deutscher Botaniker.

## Leben
Leo Brauner, Sohn des Ingenieurs und Wiener Motorenfabrikanten Alexander Brauner, besuchte zunächst das humanistische Gymnasium in Wien und nach dem Wohnsitzwechsel 1913 seiner Eltern nach Berlin das Kaiserin-Augusta-Gymnasium in Berlin-Charlottenburg.
Mit dem Notabitur trat er im Juni 1916 in das österreichische Heer ein. Während seines Militärdienstes im Ersten Weltkrieg nahm er an Einsätzen in Russisch-Polen, im Karst und in Italien teil. Er wurde 1918 als Artillerie-Leutnant aus dem Heer entlassen und studierte anschließend 1918/1919 in Wien, 1919 in Greifswald und ab 1920 in Jena.
1920 erhielt Leo Brauner die preußische Staatsbürgerschaft.
1922 wurde er bei Otto Renner mit der Dissertation Lichtkrümmung und Lichtwachstumsreaktion promoviert. Anschließend war er zunächst wissenschaftlicher Assistent bei Gottlieb Haberlandt in Berlin, dann 1924 am Botanischen Institut in Würzburg und ab 1925 als erster Assistent wieder bei Otto Renner in Jena tätig.
1926 wurde er mit der Arbeit Über die Beziehungen zwischen Reizmenge und Reizerfolg habilitiert.
1929/1930 arbeitete er mit einem Stipendium der Rockefeller Foundation bei Henry Horatio Dixon am Trinity College Dublin.
1932 wurde Leo Brauner a.o. Professor in Jena.
Am 13. Juli 1933 erhielt er wegen „nichtarischer Abstammung“ von den Behörden die Kündigung seiner Stelle am Botanischen Institut Jena. Er musste emigrieren und wurde am 2. August 1933 vom Botanischen Institut des Magdalen College in Oxford aufgenommen. Im Oktober 1933 wurde er auf das Ordinariat für Allgemeine Botanik an der Universität Istanbul berufen, welches er anschließend über 20 Jahre bekleidete. Siehe dazu das Lemma Haymatloz.
Am 27. November 1941 wurde Leo Brauner „als Jude, der seinen gewöhnlichen Wohnsitz im Ausland hat“, aus Deutschland ausgebürgert. Sechs Jahre nach Kriegsende wurde ihm 1951 wieder die deutsche Staatsangehörigkeit zurückgegeben.
1955 übernahm er als Nachfolger von Otto Renner das Ordinariat an der Universität München und leitete bis zu seiner Emeritierung das Botanische Institut und den Botanischen Garten.
Ein früher Schwerpunkt seiner wissenschaftlichen Betätigung war die Beschäftigung mit den Bewegungen der Pflanzen.
Bei den lichtgesteuerten Bewegungen von Graskeimlingen und Blattgelenken erkannte er hier erstmals die Bedeutung der Wasserpermeabilität und ihrer Änderungen beim Zustandekommen dieser Bewegungen. Sein zentrales Forschungsgebiet war die Frage der Perzeption des geotropischen Reizes in den Pflanzenorganen und nach der Kausalkette zwischen der Reizperzeption und dem Eintreten der Krümmung. Er entdeckte während seiner Zeit in Jena den geoelektrischen Effekt, d. h. das Phänomen, dass sich von horizontal gelegten orthotrop geotropisch reagierenden Organen mittels Mikroelektroden eine Potentialdifferenz von einigen Millivolt zwischen Unter- und Oberseite ableiten ließ. Die Analyse bis zum Studium physikalischer Modelle hat Leo Brauner systematisch über viele Jahre vorangebracht und in Istanbul und München mit zahlreichen Schülern die Arbeiten zur pflanzlichen Bewegungsphysiologie fortgesetzt.
1959 wurde Leo Brauner zum Mitglied der Bayerischen Akademie der Wissenschaften und 1960 zum Mitglied der Leopoldina gewählt.
Seine Ehefrau Marianne war promovierte Botanikerin.

## Schriften
- Lichtkrümmung und Lichtwachstumsreaktion. In: Zeitschrift für Botanik. 14, 1922, 497–547 Digitalisat.
- Über den Einfluß der Koleoptilspitze auf die geotropische Reaktion der Avenakeimlinge. In: Berichte der Deutschen Botanischen Gesellschaft. 41, 1923, S. 208–211 (Textarchiv – Internet Archive).
- Über die Beziehungen zwischen Reizmenge und Reizerfolg. In: Jahrbücher für wissenschaftliche Botanik. 64, 1925, S. 770–821.